# Comte de Vernay
Pour les articles homonymes, voir Vernay et De La Barre.
Louis Charles Raoul de La Barre de Nanteuil (1825-1871), dit le comte de Vernay, est un photographe français qui a travaillé en Espagne où il est devenu photographe de la Maison royale. Il est l'auteur des premières photographies conservées d'une corrida (course de taureaux) en Espagne, à El Puerto de Santa María en 1859, et d'un album de photographies de Montserrat qu'il a offert à la reine Isabel II d'Espagne.

## Biographie
Louis Charles Raoul de La Barre de Nanteuil est né à Saint-Denis (île Bourbon, depuis 1848 île de la Réunion) le 17 mai 1825, fils de Louis Eustache Théodore (1802-1871), comte de Nanteuil, et de Marie Laurencine Bédier de Prairie.

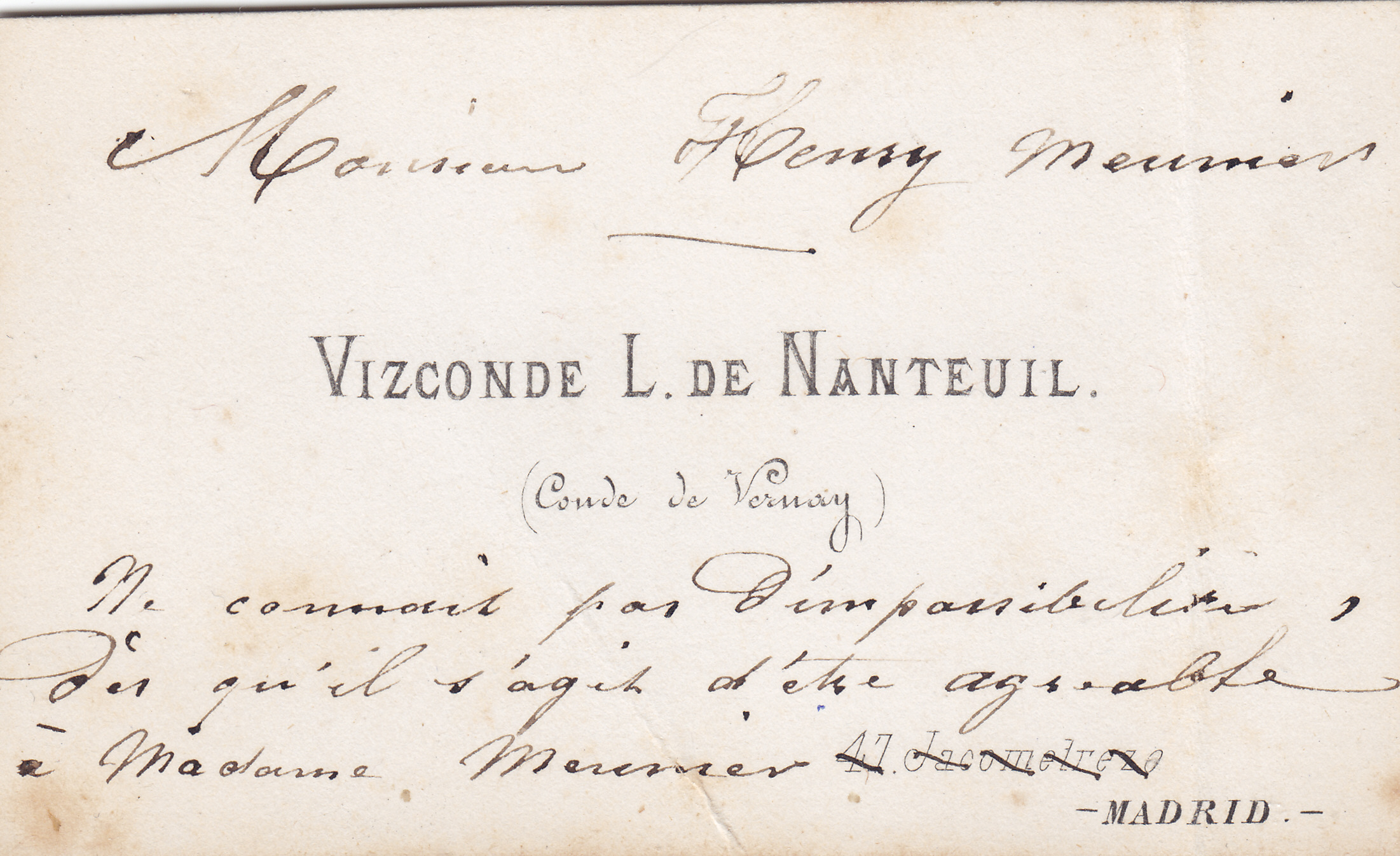
Carte de visite du vicomte L. de Nanteuil (comte de Vernay) adressée à Henry Meunier.

Selon son propre récit, il participe en 1844 à l'ambassade de France en Chine de Théodose de Lagrené. Il a également voyagé en Océanie, à Sainte-Hélène, au Cap de Bonne-Espérance et en Afrique. Dans cette même chronique, Vernay affirme être revenu en France avec le comte Olympe Aguado, avec qui il aurait débuté dans l'art de la photographie.
La première nouvelle de son arrivée en Espagne remonte à 1859. Toujours sous le titre de comte de Vernay, il s'établit comme photographe à Séville (s'annonçant désormais disciple de Nadar), tandis que sa femme Henriette donne des concerts de violon. Cet été-là, il travaille pour Antoine d'Orléans, duc de Montpensier, et le 25 juillet, il photographie une corrida qui s'est déroulée à El Puerto de Santa María, Cadix,.
Cet automne-là, la couple part pour la Nouvelle-Orléans, où la comtesse de Vernay connaît un grand succès avec ses concerts, voyageant également à Cuba et à Porto Rico. Il n'y a aucune trace de l'activité photographique du comte pendant cette période.

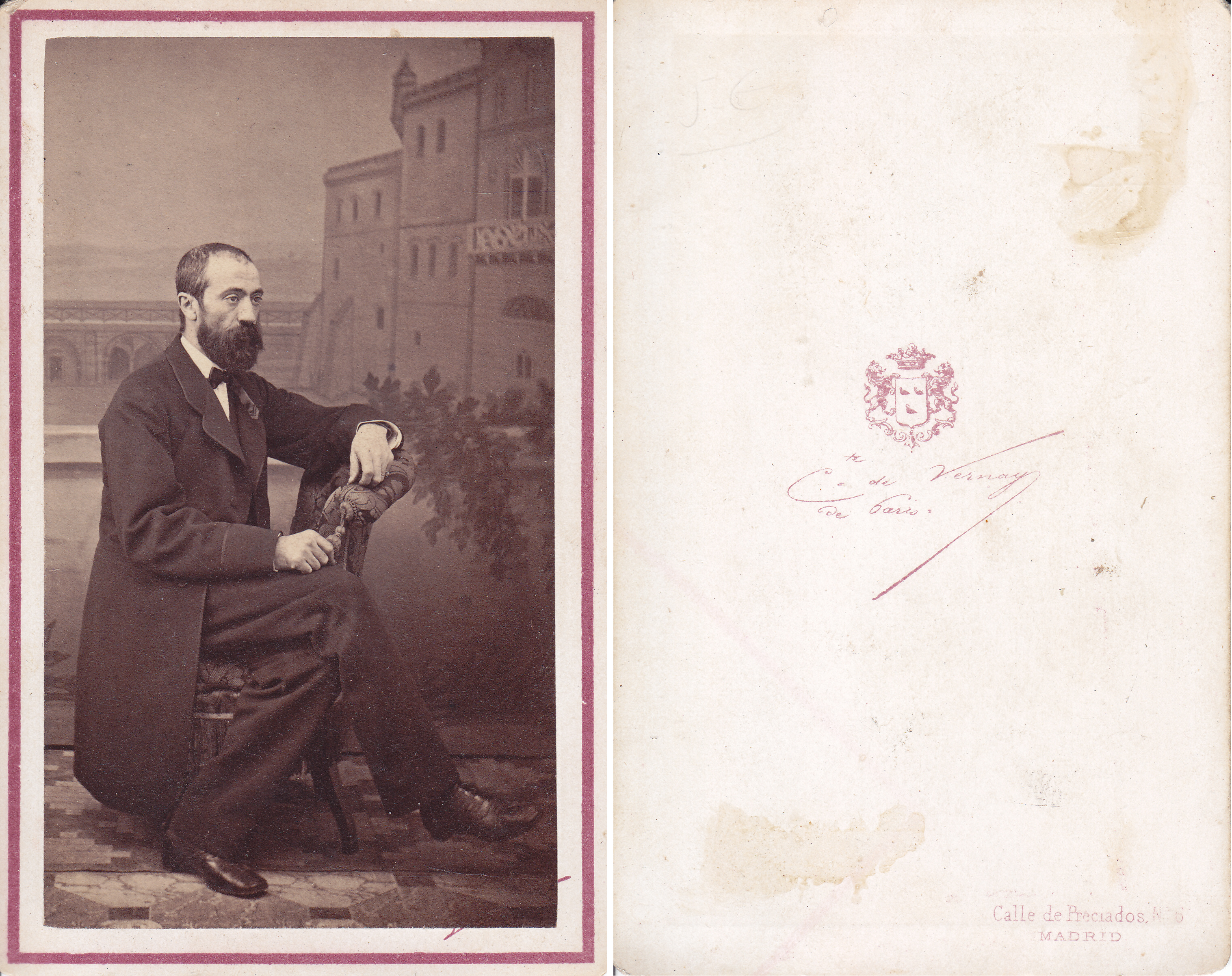
Photographie en format carte-de-visite dans l'atelier du comte de Vernay a Madrid, rue Preciados 6.

En juillet 1861, le comte de Vernay arrive à Barcelone, sans que nous ayons des nouvelles de sa femme (dans le registre des résidents de Madrid de 1865, il est inscrit comme veuf) . Il ouvre une galerie de photographie au numéro 36-38 de la Rambla del Centro, qui continuera à fonctionner jusqu'en 1863. Pendant ce temps, l'automne 1862, il s'installe à Madrid et ouvre un atelier à la rue Preciados 6, où le photographe Rafael Castro Ordoñez avait eu le sien.
Après la mort de Charles Clifford, au même mois de janvier 1863, le comte de Vernay le remplace comme photographe de la Maison Royale, et quelques mois plus tard il reçoit l'ordre de Carlos III. Tout semble indiquer qu'il a su entretenir de très bonnes relations avec la monarchie et avec l'aristocratie.

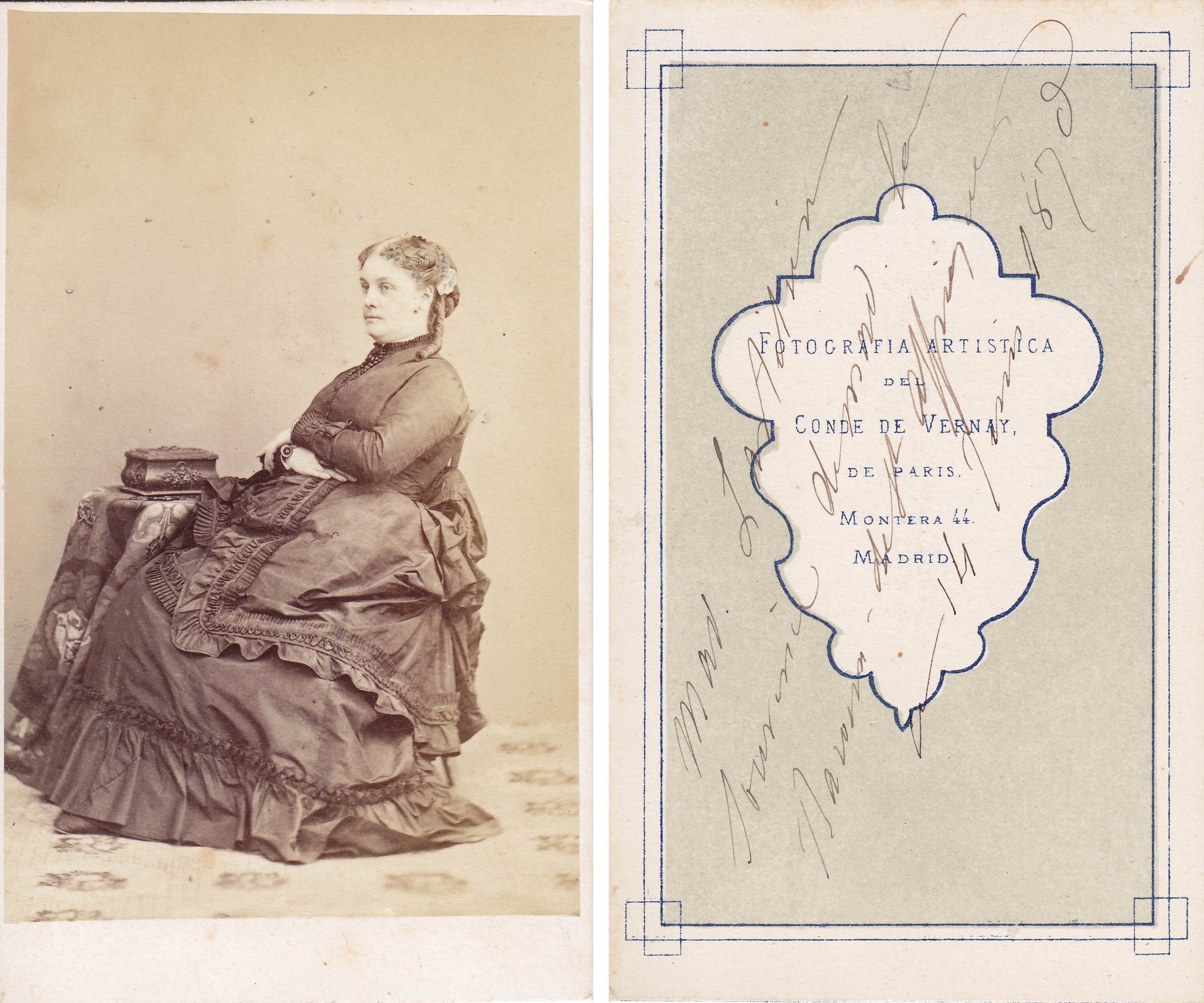
Photographie en format carte-de-visite d'une dame, dans l'atelier du Comte de Vernay a Madrid, rue Montera 44.

En septembre 1864, alors qu'il avait quitté son atelier de Preciados 6 et préparait un nouveau à Pontejos 6 (Pedro Martínez de Hebert y avait eu son atelier entre 1862 et 1863), Disdéri annonça sa prochaine visite à Madrid et qu'il cherchait un endroit approprié pour construire une galerie photographique. Le Comte de Vernay lui cède son nouvel atelier à Pontejos 6. C'est la seule fois que Louis Charles Raoul est mentionné comme Comte de Vernay dans la presse française. Dans cet article paru dans L'Europe artiste en 1864, le comte de Vernay s'est d'abord fait connaître à Paris comme peintre. Violoniste amateur et élève d'Henri Vieuxtemps, il possède un stradivarius. Pendant son séjour en Espagne, il a donné quelques récitals.
En décembre 1864, le Comte de Vernay déjà travaille dans son atelier de Pontejos, et Disdéri part pour ouvrir un nouveau établissement à Príncipe, 14. Au printemps 1865, Vernay ferme son atelier et entreprend une expédition photographique le long de la ligne ferroviaire de la Méditerranée, via Carthagène et l'Andalousie, mais à la suite d'un accident, toute sa production est perdue. Le comte de Vernay reste à Pontejos un peu plus d'un an, et en mars 1866 il s'installe à Montera 44 (en février 1865, le photographe Alfonso Begue Gamero s'était installé à Montera 44, et un an plus tard, il transféra la galerie photographique). Bien que les annonces de la photographie du comte de Vernay dans cet établissement se prolongent jusqu'en juin 1873, au recensement des habitants de Madrid de 1868 il apparaît comme absent, et à celui de 1869 seuls Félix Cleugniet et sa famille figurent (plus tard Cleugniet écrit "successeur de la Photographie Artistique du Comte de Vernay" sur ses cartes de visite). En effet, à l'été 1866, selon la presse, Vernay rentre dans son pays, abandonnant la vie d'artiste, pour se consacrer à des tâches administratives, et laissant son entreprise de photographie à un opérateur parisien.
La presse française mentionne une visite du vicomte de la Barre de Nanteuil à l'ex-reine Isabel II d'Espagne lors de son exil à Paris en octobre 1868. Son adhésion à l'ancienne monarque espagnole est confirmée dans une lettre au directeur de L'Evénement et Le Mémorial des Pyrénées défensant le droit de l'ex-reine à ses bijoux. Peut-être n'est-il jamais revenu en Espagne. Le 25 février 1871, Louis Charles Raoul, vicomte de la Barre de Nanteuil, décède à Paris à son domicile de la place de la Madeleine, 2.
Son nom figure toujours parmi la liste des photographes madrilènes en 1876.

## Collections
- Archivo Fotográfico de la Comunidad de Madrid[34]
- Biblioteca del Palacio Real de Madrid[35]
- Biblioteca Nacional de España[36]
- Fundación Infantes Duques de Montpensier, Grenade[7]